# Avingasittuit Siqinirsipangat Island
Avingasittuit Siqinirsipangat Island är en ö i Kanada.   Den ligger i ögruppen Knight Islands i territoriet Nunavut, i den östra delen av landet, 1 800 km nordost om huvudstaden Ottawa. Arean är 1,9 kvadratkilometer.
Terrängen på Avingasittuit Siqinirsipangat Island är platt. Den sträcker sig 1,4 kilometer i nord-sydlig riktning, och 2,2 kilometer i öst-västlig riktning.
Trakten runt Avingasittuit Siqinirsipangat Island är nära nog obefolkad, med mindre än två invånare per kvadratkilometer.